# (32313) Zhangmichael
(32313) Zhangmichael est un astéroïde de la ceinture principale.

## Description
(32313) Zhangmichael est un astéroïde de la ceinture principale. Il fut découvert le 24 août 2000 à Socorro par le projet LINEAR. Il présente une orbite caractérisée par un demi-grand axe de 3,19 UA, une excentricité de 0,11 et une inclinaison de 1,3° par rapport à l'écliptique.